# Alan Severiano
Alan Silva Severiano, más conocido como Alan Severiano (Natal, 25 de junio de 1976), es un periodista y presentador de televisión brasileño.

## Biografía y carrera
Graduado en 1997 por la Universidad Federal de Río Grande del Norte, aún en la facultad, trabajó como reportero durante un año y ocho meses de TV Universitária, emisora de Natal, vinculada a la Rede Educativa. Fue para São Paulo por causa del curso.
Aunque encontró algunas dificultades al principio de su estancia en la capital paulista, se adaptó rápidamente. Al finalizar el curso, fue llamado por TV Cultura para cubrir unas vacaciones de videorreportaje durante un mes. Después de este período, recibió propuesta de EPTV Ribeirão, afiliada de TV Globo en Ribeirão Preto, también para cubrir vacaciones - pero en el reportaje - durante tres semanas. Después fue llamado nuevamente por TV Cultura para trabajar en el noticiero 60 Minutos y, eventualmente, hacer materias para el Jornal da Cultura, donde permaneció por tres años.
En 2001, fue invitado para integrar el equipo de reportaje de TV Globo São Paulo. Empezó en SPTV, donde realizó reportajes por la madrugada durante cerca de dos meses. Pasó aún un año en GloboNews, en el área política y económica. De 2004 a 2013, fue reportero de los noticieros de Globo, como Bom Dia Brasil.
En abril de 2013, se volvió corresponsal internacional de Globo en Nueva York, donde se quedó hasta 2017 haciendo reportajes para todos los noticieros de la emisora y materias especiales para Fantástico. Entre sus coberturas más destacadas está la cobertura del secuestro de Patrícia Abravanel, hija del empresario y propietario de SBT, Silvio Santos, en lo cual este también fue hecho rehén, ocurrido en 2001.
El 25 de mayo de 2019, estrenó como presentador eventual de SPTV. Entre 11 y 23 de mayo de 2020, durante la pandemia de COVID-19, Severiano condujo interinamente la segunda edición del noticiero, reemplazando a Christiane Pelajo y siendo reemplazado por Márcio Gomes.
El 15 de octubre de 2021, César Tralli se despidió de la presentación de SP1, pasando el comando del noticiero para Severiano. El 18 de octubre, Severiano debutó como conductor titular del noticiero.

## Premios y nominaciones
| Año  | Premiación                | Categoría                  | Resultado | Ref.  |
| 2023 | Melhores do Ano NaTelinha | Mejor Presentador(a) Local | Nominado  | [ 8 ] |